# Дунаево (Башкортостан)
Дуна́ево (Кусакова) — исчезнувшая деревня в Краснокамском районе Республики Башкортостан. 

## Географическое положение
Располагалась в 9 км к юго-востоку от центра города Нефтекамска, в 2,5 км от деревни Кутлинка, в 3,5 км от деревни Петнур, в 4 км к северо-востоку от села Крым-Сараево, в 4 км к северо-западу от села Кариево, в 114 км к юго-востоку от Ижевска и в 177 км к северо-западу от Уфы.

## История
В 1811 году — в Касёвской волости Бирского уезда Оренбургской губернии (с 1865 года — Уфимской губернии). По ревизии 1811 года в деревне Дунаев Починок проживало 43 жителя мужского пола. По ревизии 1816 года — 94 жителя (40 мужчин и 54 женщины). В 1834 году в Дунаево было учтено 154 души удельных крестьян (67 мужчин и 87 женщин). В 1850 году — 185 жителей (87 мужчин и 98 женщин). В 1869 году — 46 дворов, 262 жителя (130 мужчин и 132 женщины). В деревне действовала часовня, 4 мельницы (3 ветряные и 1 водяная). По переписи 1920 года — в Калегинской волости Бирского кантона; 103 двора, 528 жителей (258 мужчин и 270 женщин). Преобладало русское население. В 1925 году в Дунаево было 102 хозяйства.

## Топографические карты
- Лист карты O-40-133. Масштаб: 1 : 100 000. Состояние местности на 1982 год. Издание 1983 г.